# Stretcholt
Stretcholt – przysiółek w Anglii, w Somerset. Stretcholt jest wspomniana w Domesday Book (1086) jako Stragelle/Estragella.